# لينكون بوروز
لينكون بوروز (بالإنجليزية: Lincoln Burrows)‏ هو إحدى الشخصيتين الرئيسيتين في المسلسل التلفزيوني بريزون بريك، قام بتأدية هذه الشخصية الممثل أسترالي ذو الأصول الإيرلندية النروجية دومينيك بورسيل بالإضافة إلى الممثلين ماكس كيرش وهانتر جابلونسكي (لينكون الصغير ولينكون الشاب). وهو الشقيق الأكبر لمايكل سكوفيلد.

## حياته قبل السجن
بعد وفاة والدتهما، أصبح لينكون المعيل الوحيد لمايكل.طرد لينكون من ثانوية مورغان بارك خلال سنته الثانية، ليبدأ مسيرته خارج المدرسة. كانت له سوابق قبل أن يتهم باغتيال شقيق نائبة الرئيس الأمريكي. أنجب ابنا من طليقته ليزا ريكس، لينكون بوروز الإبن.
حين بلغ مايكل الثامنة عشر من عمره، قام لينكون باقتراض 90000 (تسعون ألف)دولار لدفع نفقات الدراسة الجامعية لأخيه، قائلا له بأن هذه النقود هي نصيبه من تأمين والدتهما (مع أنه لم يكن حتى لوالدتهما تأمين على الحياة)، وكان هذا القرض بداية كل مشاكله القانونية.

## الظهور

### الموسم الأول
يُتّهم لينكون باغتيال أخو نائبة رئيس الولايات المتحدة ترينس ستيدمان. وعلى الرغم من أنه لم يعترف بذنبه، تم الحكم عليه بالإعدام في كل المحاكم بسبب الأدلة الدامغة التي قدمها الادعاء. بعد أن استفذ كل الطعون، تم تحديد موعد الإعدام في 11 مايو.
طوال الموسم الأول، حبس لينكون في زنزانة صادفت على أرض الواقع الزنزانة التي حُبس فيها جون واين غاسي في فترة اعتقاله في سجن جوليت. تفاءل لينكون بخطة أخيه مايكل للهرب من السجن بعد لقائهما المفاجئ في الكنسية في الحلقة الأولى. كان لينكون يُحذّر مايكل -وخصوصا في الحلقات الأولى من الموسم الأول- من رفاقه السجناء. لاحقا في الموسم الأول تتطور علاقة لينكون بابنه إل. جي. بوروز وفيرونيكا دونوفان الذيْن يحاولان مساعدته في إيجاد أدلة تثبت براءته. عندما فشلت محاولة الهرب الأولى التي كانت قبل ليلة من الإعدام، سلّم لينكون بمصيره. لكن موعد إعدامه يؤجل بسبب أدلة مساندة قدمها والده ألدو بوروز الذي يقابله فيما بعد. يوضح ألدو للينكون فيما بعد أن جريمة قتل تيرنس ستيدمان قد تكون دبرتها «الشركة» بعد أن انسحب منها آخذا معه بعض المعلومات عن شركة ستيدمان. يتعرض لينكون لتهديدات عدة على حياته في أكثر من حلقة عن طريق بول كيليرمان وأتباعه السجناء. يخرج لينكون وأخوه من السجن في آخر حلقة.

### الموسم الثاني
لقد ضل واخوه مايكل يحاولان الهروب إلى بنما بعيدا عن الشرطة

### الموسم الثالث
يساعد شقيقه مايكل وجيمس ويسلر للهروب من سونا بريزون

### الموسم الرابع
تم تبرئة ساحة لينكون بروز في الحلقة الأخيرة عن طريق الحكومة الأمريكية بعد تسليم سيلا